# CVS
CVS je zkratka z anglických slov Concurrent Version System. CVS je systém, který slouží ke správě verzí projektu.
Systém CVS spravuje jednu nebo několik skupin souborů nazývaných repozitář (anglicky repository). Každý repozitář má vlastní řízení přístupu a je dělen na menší části nazývané moduly, které mohou reprezentovat projekty nebo skupiny projektů ve stromové struktuře. Celý repozitář je uložen ve formě souborů na souborovém systému serveru. Změny jsou sledovány a uchovávány na úrovni verzí (revizí) jednotlivých souborů ve stromové struktuře projektu. Skupinu souborů lze označit jednou nálepkou (anglicky tag) a vytvářet tak různá vydání celého projektu (anglicky release). V kterémkoli okamžiku je možné vytvořit novou vývojovou větev (anglicky branch) a tu potom rozvíjet samostatně nebo ji později opět sloučit. Stejně tak je možné se kdykoli vrátit k libovolné předchozí verzi libovolného souboru.
CVS se typicky používá jako víceuživatelská klient/server aplikace. Umožňuje, aby na stejném projektu pracovalo více lidí současně a zároveň zajišťuje, že změny provedené kterýmkoli vývojářem jsou konzistentní a distribuovány ostatním. Pro větší projekty, nebo projekty, na nichž se podílí více lidí (často na geograficky vzdálených místech), je použití systému pro správu verzí prakticky nezbytností.
Samotný program CVS je dodáván v základní verzi pro použití v příkazovém řádku, existují však i nadstavby pro použití v grafickém režimu, jako je třeba WinCVS a další. Také řada vývojových prostředí (například Eclipse nebo NetBeans) přímo podporuje použití CVS.
Kvůli mnohým problémům CVS (například nemožnosti záznamu přesunu souboru, nemožnosti verzování symbolických odkazů, nedostatečné podpoře UTF, neatomickým komitům (uložení verze na server), velmi problematickému větvení nebo špatné podpoře binárních souborů) vznikla řada následovníků a náhrad. Zprvu byl CVS nahrazován velmi podobným systémem Subversion, později se stal nejoblíbenějším systémem správy verzí Git.